# Cataratas de Jémez
Las Cataratas de Jémez (en inglés: Jemez Falls) son unas cascadas situadas en las montañas de Jemez parte del Bosque nacional de Santa Fe, en el estado de Nuevo México en los Estados Unidos. Las cataratas se encuentran en un sector del este del río de Jemez en un área dominada por bosques de pino Ponderosa. Las caídas de agua son las cascadas más altas de las montañas Jémez. Hay algunas pequeñas caídas en el río por encima de las caídas principales. Las caídas son accesibles desde un sendero que comienza en el área del campamento de las cascadas Jemez. Hay un mirador al final del camino.